# Brie (brânză)
Brânza Brie (/briː/; franceză: [bʁi]) este o brânza moale din lapte de vacă, cu mucegai nobil alb, numită după vechea regiune franceză Brie (astăzi aproximativ Seine-et-Marne). Are o culoare deschisă, cu o ușoară tentă de gri sub o crustă de mucegai. Crusta, care de obicei se consumă are o aromă care este dată în mare măsură de ingredientele folosite și mediul de producție.

## Producție

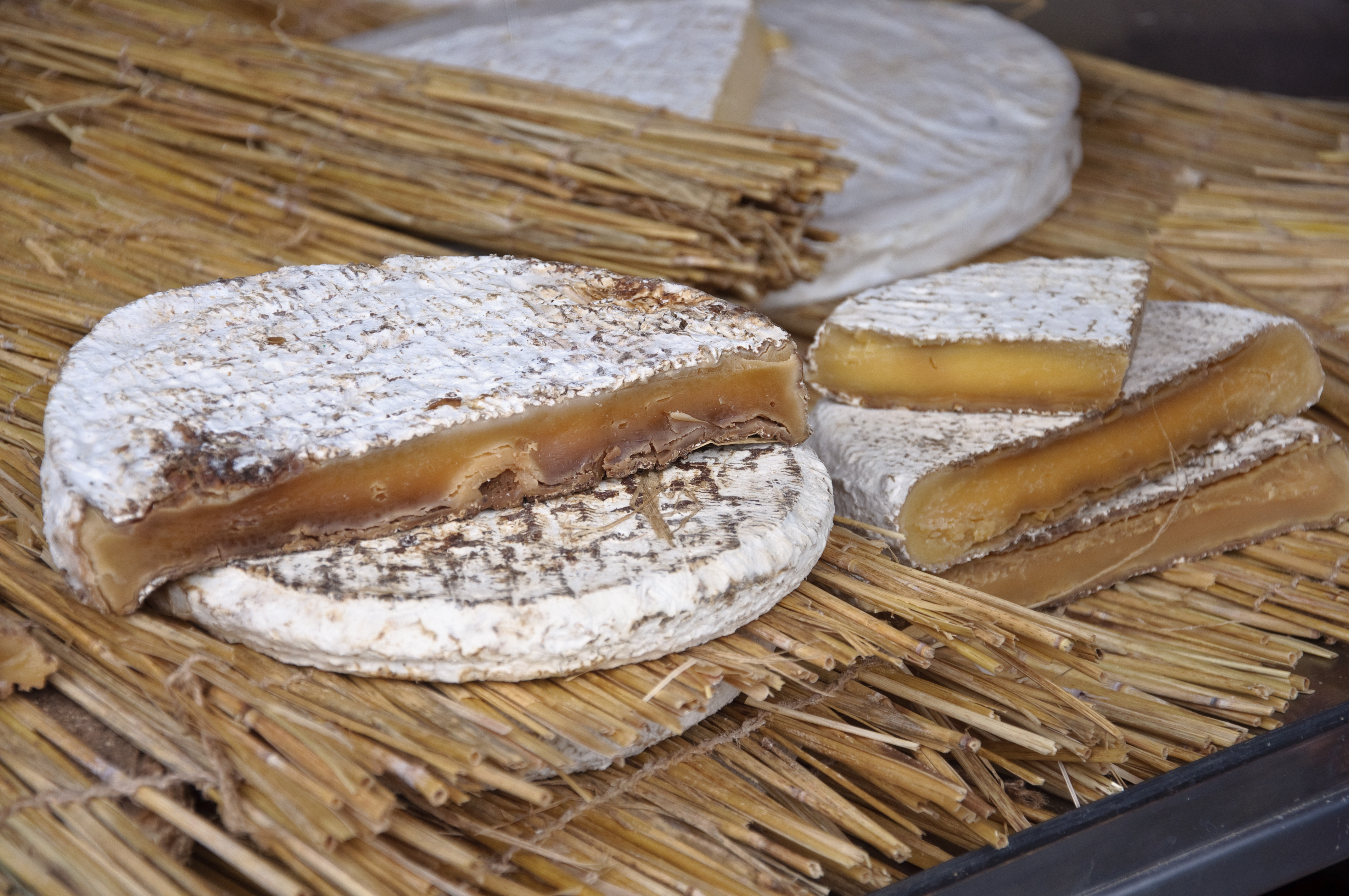
Brie neagră

Brânza poate fi produsă din lapte integral sau semi-degresat. Crusta se obține prin adăugarea de cheag în laptele crud și încălzirea acestuia la o temperatură maximă de 37° C. Brânza este apoi turnată în forme, uneori cu un polonic perforat numit pelle à brie. Formele au un diamteru de 20 cm și sunt umplute cu mai multe straturi subțiri de brânză care sunt drenate timp de aproximativ 18 ore. Brânza este apoi scoasă din matrițe, sărată, inoculată cu cultură de brânză (Penicillium candidum, Penicillium camemberti) sau cu Brevibacterium, și maturată într-un mediu controlat timp de cel puțin patru sau cinci săptămâni. 
Dacă este lăsată să matureze pentru mai mult timp, de obicei de la câteva luni la un an, brânza devine mai puternică în aromă și gust, centrul moale devine mai uscat și închis la culoare, iar coaja mai întunecată și friabilă și este numit Brie Noir ("Brie neagră"). În jurul regiunii Île-de-France, unde Brie este fabricată, se consumă la micul dejun înmuiată în cafeaua cu lapte.
Brânza maturată excesiv devine neplăcut de consumat, crescând nivelul de amoniac, ca urmare a microorganismelor necesare pentru maturare. Unele varietăți de brânză de brie sunt afumate.

## Varietăți
Conform reglementărilor existente în Uniunea Europeană varietățile de Brie din Franța - Brie de Meaux și Brie de Melun beneficiază de  statutul de produs DOP - Denumirea de Origine Protejată. Varietăți de brânză similare ca aspect și consistență se produc în afara UE. 

### Brie de Meaux
Brie de Meaux este o brânza nepasteurizată, cu o greutate medie de 2,8 kg pentru un diametru de 36 până la 37 cm. Fabricată în orașul Meaux, în nordul Franței, încă din secolul al VIII-lea, a fost inițial cunoscut sub numele de "brânză regală" sau după Revoluția franceză, "Regele Brânzeturilor". În 1996 a fost îregistrată ca Appellation d'origine contrôlée (AOC) și este produsă în principal în partea estică a bazinului parizian.  

### Brie de Melun

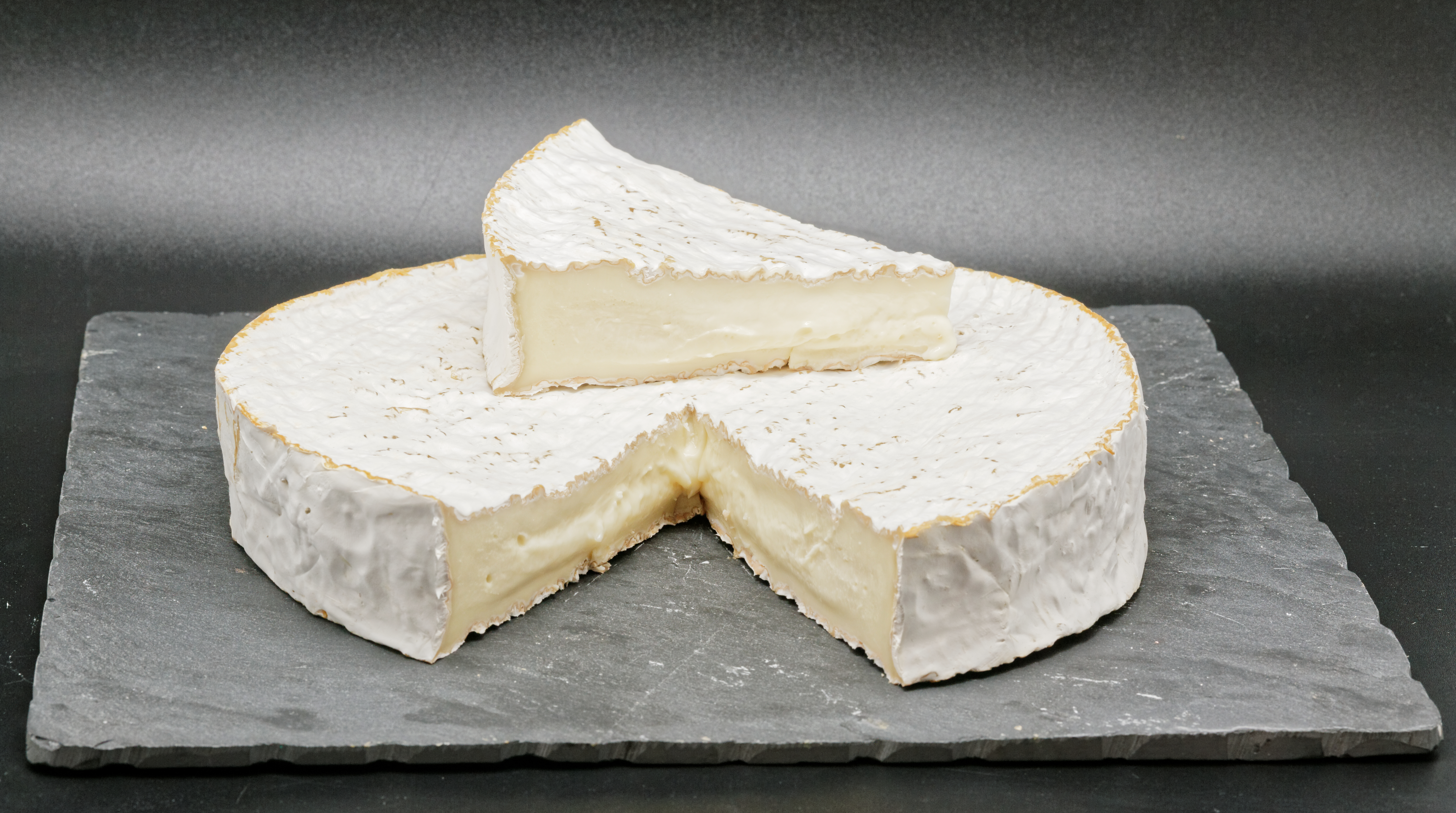
Brie de Melun

Brie de Melun are o greutate medie de 1,5 kilograme și un diametru de 27 cm. Este prin urmare, mai mică decât Brie de Meaux, dar este considerat a avea o aromă mai puternică și un miros mai intens. Se fabrică din lapte nepasteurizat. Brie de Melun este de asemenea disponibil sub formă de "Old Brie" sau "black brie".

### Varietăți de Brie fără DOP
Următoarele varietăți franceze nu au certificare DOP: 
- Brie de Montereau,
- Île-de-France,
- Brie de Nangis,
- Brie de Provins,
- Brie noir,
- Brie fermier,
- Brie d'Isigny,
- Brie de Melun bleu,
- Brie petit moulé,
- Brie laitier Coulommiers

### Brânza „Brie” în lume
Australia
Compania australiană King Island Dairy, din insula King Island, care este situată între Victoria și Tasmania, produce o gamă de brânzeturi vândute ca „brie”, așa cum face de altfel și compania Jindi Cheese din Victoria și High Valley Mudgee Cheese Co din Mudgee, NSW.
UK
Cornish Brie; Somerset Brie; Baron Bigod (fabricată în Suffolk); Cenarth Brie (fabricată în Wales); Clava Brie (fabricată în Scotland).
US 
Compania Marin French Cheese din California produce o „brânză brie” neagră începând din anul 1865 descrisă ca fiind "Brie proaspătă".
Brazilia 
Varietatea de „Brie” braziliană este produsă în zona de sud și în sud-estul statului Minas Gerais.

## Nutriție
O cantitate de 30 de grame de brânza de Brie servită,  conține 101 calorii (420 kJ) și 8,4 grame de grăsime, din care 5,2 grame sunt grăsimi saturate. Brie este o bună sursă de proteine; o porție de brie poate furniza 5 până la 6 grame de proteine. Brie conține o cantitate seminificativă de vitamina B12 și vitamina B2. Format:Clarification needed

## Servirea
Brânza Brie este de obicei achiziționată fie într-o roată plină, fie ca segment de triunghi dintr-o roată. Exteriorul alb al brânzei este complet comestibil și mulți consumă brânza în întregime. Brânza este servită uneori ușor topită sau coaptă, într-un vas rotund, acoperit cu ceramică, și acoperită cu miere, nuci sau fructe.

## Păstrare
Brânza de Brie, ca și brânza de Camembert și Cirrus, este considerată o brânză moale cu un conținut mai mare de apă, spre deosebire de Cheddar de exemplu. Această caracteristică permite creșterea rapidă a bacteriilor în cazul în care brânza nu este păstrată corect. Astfel se recomandă ca brânza de Brie să fie păstrată la frigider imediat după cumpărare și să fie păstrată astfel până când este consumată complet. Temperatura optimă de depozitare pentru Brie este de 4° C sau chiar mai mică. Brânza trebuie păstrată într-un recipient închis etanș sau în folie de plastic pentru a evita contactul cu umezeala și bacteriile care  vor reduce durata de conservare și prospețime a produsului. Producătorii recomandă, de obicei, ca brânza să fie consumată înainte de data de expirare și nu mai târziu de o săptămână după aceea. Deși brânza poate fi consumată după, calitatea este considerată a fii redusă substanțial. În cazul în care apare mucegaiul albastru sau verde, brânza nu mai trebuie consumată și trebuie aruncat imediat, considerându-se contaminată. 